# RVT-Historique
RVT-Historique est le nom de l'association créée pour sauvegarder le matériel roulant du Régional du Val-de-Travers. Elle fait circuler « le train touristique du Pays des Fées et de l'absinthe », composé avec le matériel roulant historique conservé et sauvegardé, lors de circulations ouvertes au public et sous forme de trains spéciaux pour des groupes.

## Historique
L'association sans but lucratif « RVT-Historique » est créée le 28 novembre 2005, avec pour principal objet la sauvegarde, en état de fonctionnement, de matériel roulant historique de la compagnie Régional du Val-de-Travers et l'organisation de circulations pour le public.

## Matériel roulant

### Locomotive et automotrice
| Type     | N°  | Mise en service | Alimentation                 | Vmax    | Puissance    | Longueur | Tare | Diamètre des roues motrices | Place 1re | Place 2e |
| -------- | --- | --------------- | ---------------------------- | ------- | ------------ | -------- | ---- | --------------------------- | --------- | -------- |
| ABDe 2/4 | 102 | 1945            | 15 kV 16.7 Hz                | 70 km/h | 412 kW       | 21 m     | 40 t | 940 mm                      | 8         | 51       |
| Tem''    | 292 | 1967            | 15 kV 16.7 Hz Diesel (120 l) | 60 km/h | 118 kW 62 kW | 6.7 m    | 26 t | 950 mm                      | -         | -        |

### Voiture
| Type | N°   | Mise en service | Vmax     | Longueur | tare | Place 1re | Place 2e                                | Remarque       |
| ---- | ---- | --------------- | -------- | -------- | ---- | --------- | --------------------------------------- | -------------- |
| SR   | 5937 | 1955            | 100 km/h | 22.7 m   | 25 t | -         | 48 places assises 30 place debout (bar) | Ex CFF C4 6187 |